# Potamotrygon leopoldi
Potamotrygon leopoldi és una espècie de peix pertanyent a la família dels potamotrigònids.

## Descripció
- Fa 40 cm de llargària màxima.[3][4]

## Hàbitat
És un peix d'aigua dolça, bentopelàgic i de clima tropical (20 °C-25 °C).

## Distribució geogràfica
Es troba a Sud-amèrica: rius Xingu i Fresco (conca del riu Xingu, el Brasil).

## Costums
Es colga a la sorra durant el dia i surt a caçar invertebrats bentònics durant la nit.

## Estat de conservació
Les seues principals amenaces són la pèrdua i degradació del seu hàbitat a causa de les activitats agrícoles, pesqueres i ramaderes, l'extracció d'or, l'explotació forestal, les aigües residuals i les deixalles sòlides abocades als cursos fluvials.

## Observacions
És inofensiu per als humans.